# Seznam měsíčních sond
Seznam měsíčních sond obsahuje v chronologickém pořadí všechna umělá tělesa, jejichž cílem (nebo jedním z cílů) byl Měsíc. 
Poznámky:
1. V seznamu nejsou uvedeny mise, které neměly k Měsíci letět (například proto, že jen testovaly technologii na dráze kolem Země).
2. Naopak jsou tam sondy, které k Měsíci letěly například na testovací lety, nebo které měly let k Měsíci jen jako vedlejší část programu.
3. V seznamu jsou uvedeny i neúspěšné mise (které sice startovaly k Měsíci, ale nedosáhly cíle). U sovětských sond byl často cíl utajen, proto nejsou v dobových zveřejněných materiálech materiálech uvedeny jako součást měsíčního programu.

## 1958–1960
V této době probíhal závod SSSR a USA o kosmická prvenství. Americké pokusy byly neúspěšné. Sovětský svaz dosáhl několika prvenství. Sovětské neúspěchy byly z velké části utajeny, takže jejich úspěchy o to více vynikly.
| Start Rok | Start Den, měsíc, UT | Název sondy  | Obrázek       | Stát          | Cíl mise                   | Úspěšnost               | Nosná raketa      | Hmotnost na dráze k Měsíci [kg] | Ukončení mise   | poznámky |
| --------- | -------------------- | ------------ | ------------- | ------------- | -------------------------- | ----------------------- | ----------------- | ------------------------------- | --------------- | --- |
| 1958      | 17. 8. 12:18         | Explorer 0   | Pioneer-0-1-2 | USA           | Družice Měsíce             | Havárie nosné rakety    | Thor DM-18 Able I | 38                              | 17. 8. 12:19    | Vybuchla po 73.6 sekundách letu |
| 1958      | 23. 9. 07:03         | E-1-1        |               | Sovětský svaz | Dopad na Měsíc             | Havárie nosné rakety    | Vostok            |                                 |                 | Vybuchla po 93 sekundách letu |
| 1958      | 11. 10. 08:42:13     | Pioneer 1    | Pioneer-0-1-2 | USA           | Družice Měsíce             | Nedoletěla k Měsíci     | Thor-Able         | 38,2                            | 13. 10. 03:46   | Doletěla jen do 1/3 vzdálenosti k Měsíci. Shořela v atmosféře.                                                                                  |
| 1958      | 11. 10. 21:42        | E-1-2        |               | Sovětský svaz | Dopad na Měsíc             | Havárie nosné rakety    | Vostok            |                                 |                 | Vybuchla po 42 sekundách letu |
| 1958      | 8. 11. 07:30:00      | Pioneer 2    | Pioneer-0-1-2 | USA           | Družice Měsíce             | Porucha nosné rakety    | Thor-Able         | 39,6                            | 8. 11. 14:22:00 | Doletěla jen do výšky 1550 km. Spadla nad západní Afrikou.                                                                                      |
| 1958      | 4. 12. 18:18         | E-1-3        |               | Sovětský svaz | Dopad na Měsíc             | Havárie nosné rakety    | Vostok            |                                 |                 | Selhání motoru nosné rakety po 242 sekundách letu                                                                                               |
| 1958      | 6. 12. 05:45:12      | Pioneer 3    | Pioneer-3-4   | USA           | Družice Měsíce             | Nedoletěla k Měsíci     | Juno II           | 5,87                            | 7. 12. 19:51    | Doletěla jen do 1/3 vzdálenosti k Měsíci. Shořela v atmosféře.                                                                                  |
| 1959      | 2. 1. 16:42:21       | Luna 1       |               | Sovětský svaz | Dopad na povrch Měsíce     | Minula Měsíc            | Luna 8K72         | 361,3                           | 4. 1. 1959      | Přešla na oběžnou dráhu kolem Slunce. V současnosti je družicí Slunce.                                                                          |
| 1959      | 3. 3. 05:10:56       | Pioneer 4    | Pioneer-3-4   | USA           | Blízký průlet kolem Měsíce | Vzdálenější průlet      | Juno II           | 6,1                             | 7. 12. 19:51    | Průběh letu velmi podobný sondě Luna 1. Minula Měsíc v příliš velké vzdálenosti (60000 km). Vysílala 82 hodin. V současnosti je družicí Slunce. |
| 1959      | 18. 6. 08:08         | E-1-5        |               | Sovětský svaz | Dopad na Měsíc             | Havárie nosné rakety    | Luna 8K72         | 387                             | 18. 6. 08:10    | Porucha nosné rakety, po 152 sekundách letu proto dostala povel k autodestrukci.                                                                |
| 1959      | 12. 9. 06:39:42      | Luna 2       |               | Sovětský svaz | Dopad na Měsíc             | Dopad na povrch         | Luna 8K72         | 390                             | 13.9. 21:02:24  | Dopadla na povrch, před dopadem vyslala snímky povrchu.                                                                                         |
| 1959      | 24. 9.               | Pioneer P-1  | Pioneer-P-31  | USA           | Družice Měsíce             | Havárie nosné rakety    | Atlas-D Able      | 168,7                           | 24. 9.          | Raketa explodovala ještě během předstartovních příprav. Sonda ještě nebyla na palubě, byla proto vypuštěna později pod názvem Pioneer P-3       |
| 1959      | 4. 10. 00:43:39.7    | Luna 3       |               | Sovětský svaz | mapování povrchu           | Snímky odvrácené strany | Luna 8K72         | 278,5                           | 20. 4. 1960     | Zaslala první snímky odvrácené strany Měsíce. Po 11 obězích zanikla v zemské atmosféře.                                                         |
| 1959      | 26. 11.              | Pioneer P-3  | Pioneer-P-31  | USA           | Družice Měsíce             | Havárie nosné rakety    | Atlas-D Able      | 168,7                           | 26. 11.         | Uvolnil se aerodynamický kryt a sondu zničil odpor vzduchu                                                                                      |
| 1960      | 15. 4. 15:06         | E-3-1        |               | Sovětský svaz | Oblet Měsíce               | Nedoletěla k Měsíci     | Vostok            |                                 | 16. 4.          | Doletěla jen přibližně do poloviny vzdálenosti k Měsíci. Shořela v atmosféře.                                                                   |
| 1960      | 19. 4. 16:07         | E-3-2        |               | Sovětský svaz | Oblet Měsíce               | Havárie při startu      | Vostok            |                                 | 15. 4.          | Porucha jednoho z bočních stupňů nosné rakety                                                                                                   |
| 1960      | 25. 9.               | Pioneer P-30 | Pioneer-P-30  | USA           | Družice Měsíce             | Porucha nosné rakety    | Atlas-D Able      | 175,5                           | 25. 9.          | Porucha motorů 2. stupně. Spadla do Indického oceánu.                                                                                           |
| 1960      | 15. 12. 09:10        | Pioneer P-31 | Pioneer-P-31  | USA           | Družice Měsíce             | Havárie nosné rakety    | Atlas-D Able      | 175.0                           | 15. 12.         | 2. stupeň nosné rakety se zažehl bez odpojení 1. stupně. Raketa explodovala.                                                                    |

## 1961–1965
Obě kosmické velmoci v tomto období přes řadu neúspěšných pokusů postupně zdokonalovaly techniku, potřebnou k letu na Měsíc. Američané dořešili spolehlivý let sond k Měsíci (prozatím s tvrdým dopadem), SSSR byl jen krok od měkkého přistání sondy na povrchu.
| Start Rok | Start Den, měsíc, UT | Název sondy | Obrázek | Stát          | Cíl mise                          | Úspěšnost            | Nosná raketa  | Hmotnost na dráze k Měsíci [kg] | Ukončení mise       | poznámky |
| --------- | -------------------- | ----------- | ------- | ------------- | --------------------------------- | -------------------- | ------------- | ------------------------------- | ------------------- | --- |
| 1961      | 23. 8.               | Ranger 1    |         | USA           | Průzkum okolí Měsíce              | Selhání nosné rakety | Atlas-Agena B | 306                             | 30. 8.              | Poslední stupeň nosné rakety, který měl sondu navést k Měsíci, selhal při pokusu o druhý zážeh. Sonda zůstala na oběžné dráze a po týdnu zanikla v atmosféře.                                    |
| 1961      | 18. 11.              | Ranger 2    |         | USA           | Průzkum okolí Měsíce              | Selhání nosné rakety | Atlas-Agena B | 304                             | 20. 11.             | Poslední stupeň nosné rakety, který měl sondu navést k Měsíci, selhal při pokusu o druhý zážeh. Sonda zůstala na oběžné dráze a po dvou dnech zanikla v atmosféře.                               |
| 1962      | 26. 1.               | Ranger 3    |         | USA           | Dopad na povrch Měsíce            | Minula Měsíc         | Atlas-Agena B | 327                             |                     | Nosná raketa udělila vyšší rychlost, sonda proletěla příliš daleko. Skončila jako oběžnice Slunce.                                                                                               |
| 1962      | 23. 4.               | Ranger 4    |         | USA           | Dopad na povrch Měsíce            | Dopad na povrch      | Atlas-Agena B | 328                             | 24. 4.              | Sonda sice dopadla na povrch Měsíce, ale díky selhání zdrojů proudu nevysílala žádné údaje. |
| 1962      | 18. 10.              | Ranger 5    |         | USA           | Dopad na povrch Měsíce            | Minula Měsíc         | Atlas-Agena B | 340                             | 24. 4.              | Sonda těsně minula povrch Měsíce. Díky selhání zdrojů proudu nevysílala žádné údaje. |
| 1963      | 4. 1.                | E-6-1       |         | Sovětský svaz | Měkké přistání                    | Selhání nosné rakety | Molnija-L     |                                 | 5.1.                | Poslední stupeň nosné rakety, který měl sondu navést k Měsíci, selhal. Sonda po několika obězích zanikla v atmosféře.                                                                            |
| 1963      | 3. 2. 9:29           | E-6-2       |         | Sovětský svaz | Měkké přistání                    | Selhání nosné rakety | Molnija-L     |                                 | 3.2.                | Nosná raketa selhala po 294 sekundách letu |
| 1963      | 2. 4. 08:04:00       | Luna 4      |         | Sovětský svaz | Měkké přistání                    | Minula Měsíc         | Molnija-L     | 1 422                           |                     | Nezdařila se korekce dráhy a sonda minula Měsíc. Po několika obězích přešla sonda na dráhu kolem Slunce.                                                                                         |
| 1964      | 30. 1. 15:49:00      | Ranger 6    |         | USA           | Snímkování během dopadu na povrch | Dopad na povrch      | Atlas-Agena B | 262                             | 2. 2. 09:24:32      | Sonda sice dopadla na povrch, ale zkrat v přístrojích způsobil, že nevyslala žádné snímky. |
| 1964      | 21. 3. 8:15          | E-6-4       |         | Sovětský svaz | Měkké přistání                    | Selhání nosné rakety | Molnija-L     |                                 |                     | Selhal třetí stupeň nosné rakety |
| 1964      | 20. 4. 8:15          | E-6-5       |         | Sovětský svaz | Měkké přistání                    | Selhání nosné rakety | Molnija-L     |                                 |                     | Nedosáhla ani oběžné dráhy |
| 1964      | 20. 4. 8:15          | E-6-5       |         | Sovětský svaz | Měkké přistání                    | Selhání nosné rakety | Molnija-L     |                                 |                     | Nedosáhla ani oběžné dráhy |
| 1964      | 28. 7. 16:50:00      | Ranger 7    |         | USA           | Snímkování během dopadu na povrch | Dopad na povrch      | Atlas-Agena B | 365,7                           | 31. 7. 13:25:48,82  | Úspěšné snímkování. 4300 snímků z posledních 17 minut letu. |
| 1965      | 17. 2. 17:05:00      | Ranger 8    |         | USA           | Snímkování během dopadu na povrch | Dopad na povrch      | Atlas-Agena B | 367                             | 20. 2. 09:57:36.756 | Úspěšné snímkování. 7 137 snímků z poslední fáze letu. |
| 1965      | 12. 3.               | Kosmos 60   |         | Sovětský svaz | Měkké přistání                    | Nedoletěla k Měsíci  | Molnija-L     | 6 530                           | 17. 3.              | Selhal poslední stupeň nosné rakety. Sonda zůstala na oběžné dráze Země a po týdnu zanikla v atmosféře.                                                                                          |
| 1965      | 21. 3. 21:37:00      | Ranger 9    |         | USA           | Snímkování během dopadu na povrch | Dopad na povrch      | Atlas-Agena B | 367                             | 24.3. 14:08:19.994  | Úspěšné snímkování. 5814 snímků z posledních 19 minut letu. |
| 1965      | 10. 4.               | E-6-8       |         | Sovětský svaz | Měkké přistání                    | Porucha nosné rakety | Molnija-L     | 6 530                           | 10. 4.              | Selhal poslední stupeň nosné rakety. Nedosáhla ani oběžné dráhy. |
| 1965      | 9. 5. 07:49:37       | Luna 5      |         | Sovětský svaz | Měkké přistání                    | Dopadla na povrch    | Molnija-L     | 1 474                           | 12. 5. 19:10:00     | Selhal gyroskop v navigační jednotce. Proto se nespustily ani brzdící motory. Sonda se roztříštila o povrch.                                                                                     |
| 1965      | 8. 6.                | Luna 6      |         | Sovětský svaz | Měkké přistání                    | Minula Měsíc         | Molnija-L     | 1 442                           |                     | Během korekce dráhy se nevypnul korekční motor, čímž udělil sondě špatný směr. Sonda minula Měsíc o 161000 km. Stala se oběžnicí Slunce                                                          |
| 1965      | 18. 7. 07:55         | Zond 3      |         | Sovětský svaz | Průlet kolem Měsíce               | Průlet kolem Měsíce  | Molnija-L     | 960                             | 2. 3. 1966          | Sonda měla testovat možnost letu k Marsu. Jako vedlejší úkol provedla průlet kolem Měsíce (nejkratší vzdálenost 9200 km) a zaslala na svou dobu velmi kvalitní fotografie jeho odvrácené strany. |
| 1965      | 4. 10. 07:55         | Luna 7      |         | Sovětský svaz | Měkké přistání                    | Dopad na povrch      | Molnija-L     | 1 506                           | 7. 10. 22:08        | Brzdící motor se zapnul příliš brzy. Sonda se roztříštila o povrch Měsíce. |
| 1965      | 3. 12. 10:46:14      | Luna 8      |         | Sovětský svaz | Měkké přistání                    | Dopad na povrch      | Molnija-L     | 1 550                           | 6. 12 21:51:30      | Poslední fáze přistávacího manévru proběhla nepřesně. Sonda dopadla o vyšší rychlostí, než mohly její přístroje snést (rychlost dopadu byla asi 15-20 m/s).                                      |

## 1966–1970
V tomto období vyvrcholily závody o dobytí Měsíce. Zkušenosti, nabyté v předchozích letech zmenšily počet neúspěšných misí. Sovětský svaz získal ještě několik prvenství v programu automatických sond, ale USA dopravily na Měsíc člověka.
| Start Rok | Start Den, měsíc, UT  | Název sondy     | Obrázek       | Stát          | Cíl mise       | Úspěšnost            | Nosná raketa          | Hmotnost na dráze k Měsíci [kg] | Ukončení mise   | poznámky |
| --------- | --------------------- | --------------- | ------------- | ------------- | -------------- | -------------------- | --------------------- | ------------------------------- | --------------- | --- |
| 1966      | 31. 1. 11:45:00       | Luna 9          |               | Sovětský svaz | Měkké přistání | Měkké přistání       | Molnija-L             | 1 580                           | 6. 2. 22:55.    | První měkké přistání na povrchu Měsíce (3. 2. 18:44:52). Sonda vysílala do 6. 2. 22:55. |
| 1966      | 1. 3. 11:03:49        | Kosmos 111      |               | Sovětský svaz | Družice Měsíce | Selhání nosné rakety | Molnija-L             | 1 582                           | 3. 3.           | Pokus o umělou družici Měsíce. Ztráta spojení způsobila, že se nezažehl třetí stupeň nosné rakety. Po dvou dnech na oběžné dráze Země shořela sonda v atmosféře.                                                          |
| 1966      | 31. 3. 10:48:00       | Luna 10         |               | Sovětský svaz | Družice Měsíce | Družice Měsíce       | Molnija-L             | 1 582                           | 30. 5.          | První umělá družice Měsíce (od 3. 4. 18:44). Hmotnost na dráze kolem Měsíce 540 kg. Selhala kamera, sonda neodeslala žádné snímky. Ostatní experimenty úspěšné.                                                           |
| 1966      | 30. 5. 14:41:01       | Surveyor 1      | Surveyor      | USA           | Měkké přistání | Měkké přistání       | Atlas LV-3C Centaur-D | 292                             | 7. 1. 1967      | Druhé měkké přistání sondy na Měsíci (první americké) (2. 6. 1966, 06:17:37). Televizní přenos z povrchu. |
| 1966      | 10. 8. 19:26:00       | Lunar Orbiter 1 |               | USA           | Družice Měsíce | Družice Měsíce       | Atlas SLV-3 Agena-D   | 385,6                           | 22. 10.         | Druhá umělá družice Měsíce (první americká) (od 14. 8.). Snímkování povrchu. Těsně před vyčerpáním paliva byla navedena na kolizí dráhu a dopadla na povrch.                                                              |
| 1966      | 24. 8. 08:09:00       | Luna 11         |               | Sovětský svaz | Družice Měsíce | Družice Měsíce       | Molnija-L             | 1 640                           | 1. 10.          | Třetí umělá družice Měsíce (druhá sovětská) (od 27. 8. 21:49). Snímkování s rozlišením 15-20 metrů. |
| 1966      | 20. 9. 1966, 12:32:00 | Surveyor 2      |               | USA           | Měkké přistání | Dopad na povrch      | Atlas Centaur-D       | 1019                            | 23. 9. 03:18:00 | Při korekci dráhy zhruba v polovině letu se porouchal jeden z motorů. Sonda se dostala do rotace. Neovládaná dopadla na povrch Měsíce rychlostí zhruba 2,4 km/s.                                                          |
| 1966      | 22. 10. 08:38:00      | Luna 12         |               | Sovětský svaz | Družice Měsíce | Družice Měsíce       | Molnija-L             | 1 620                           | 19. 1. 1967     | Další umělá družice Měsíce (od 25. 10. 20:45). Snímkování s rozlišením 15-20 metrů. |
| 1966      | 6. 11. 23:21:00       | Lunar Orbiter 2 | Lunar Orbiter | USA           | Družice Měsíce | Družice Měsíce       | Atlas SLV-3 Agena-D   | 385.6                           | 22. 10. 1967    | Umělá družice Měsíce (od 11. 10.). Snímkování povrchu (především míst pro program Apollo). Po ukončení snímkování byla navedena na kolizí dráhu a dopadla na povrch.                                                      |
| 1966      | 21. 12. 10:17:00      | Luna 13         |               | Sovětský svaz | Měkké přistání | Měkké přistání       | Molnija-L             | 1 620                           | 28.12. 06:13    | Přistání na povrchu (24. 12. 18:04) s televizním přenosem okolí. |
| 1967      | 5. 2. 01:17:00        | Lunar Orbiter 3 | Lunar Orbiter | USA           | Družice Měsíce | Družice Měsíce       | Atlas-Agena D         | 385,6                           | 09. 10.         | Úspěšně přešla na oběžnou dráhu Měsíce a pořídila fotografie plánovaných míst přistání dalších sond. Po třech dnech snímkování se porouchal posun filmu. Mise byla předčasně ukončena a sonda navedena na povrch Měsíce.  |
| 1967      | 17.4. 07:05:00        | Surveyor 3      |               | USA           | Měkké přistání | Měkké přistání       | Atlas-Agena D         | 302                             | 3. 5.           | Úspěšně přistál 20. dubna 00:04:53 a poslal 6315 televizních snímků. Provedl pokusy s mechanickými vlastnostmi regilitu. Po příchodu první měcíční noci se definitivně odmlčel. Později jej navštívila posádka Apolla 12. |
| 1967      | 4. 5. 22:25:00        | Lunar Orbiter 4 | Lunar Orbiter | USA           | Družice Měsíce | Družice Měsíce       | Atlas-Agena D         | 385,6                           |                 | |
| 1967      | 14. 7. 11:53:00       | Surveyor 4      | Surveyor      | USA           | Měkké přistání | Dopad na povrch      | Atlas-Agena D         | 302                             | 17. 7.          | 10 km nad povrchem ztráta spojení. Dopad rychlostí 180 m/s, sonda zničena. |
| 1967      | 19. 7. 14:19:00       | Explorer 35     | Explorer 35   | USA           | Družice Měsíce | Družice Měsíce       | Atlas-Agena D         | 302                             | 24. 6. 1974     | Družice Měsíce pro výzkum plazmatu a gravitačního pole Měsíce. Úspěšně pracovala po následujících 6 let. Pak byly její přístroje vypnuty.                                                                                 |
| 1967      |                       | Lunar Orbiter 5 | Lunar Orbiter | USA           |                |                      |                       |                                 |                 | |
| 1967      |                       | Surveyor 5      | Surveyor      | USA           |                |                      |                       |                                 |                 | |
| 1967      |                       | Zond 1967A      | Zond          | Sovětský svaz |                | Selhání nosné rakety |                       |                                 |                 | |
| 1967      |                       | Surveyor 6      | Surveyor      | USA           |                |                      |                       |                                 |                 | |
| 1967      |                       | Zond 1967B      | Zond          | Sovětský svaz |                | Selhání nosné rakety |                       |                                 |                 | |
| 1968      |                       | Surveyor 7      | Surveyor      | USA           |                |                      |                       |                                 |                 | |
| 1968      |                       | Luna 1968A      |               | Sovětský svaz |                |                      |                       |                                 |                 | |
| 1968      |                       | Zond 4          | Zond          | Sovětský svaz |                |                      |                       |                                 |                 | |
| 1968      |                       | Luna 14         |               | Sovětský svaz |                |                      |                       |                                 |                 | |
| 1968      |                       | Zond 1968A      | Zond          | Sovětský svaz |                |                      |                       |                                 |                 | |
| 1968      |                       | Zond 1968B      | Zond          | Sovětský svaz |                |                      |                       |                                 |                 | |
| 1968      |                       | Zond 5          | Zond          | Sovětský svaz |                |                      |                       |                                 |                 | |
| 1968      |                       | Zond 6          | Zond          | Sovětský svaz |                |                      |                       |                                 |                 | |
| 1968      |                       | Apollo 8        | Zond          | USA           |                |                      |                       |                                 |                 | |

## 1971–1978
Během 1. poloviny 70. let byly postupně měsíční programy obou velmocí ukončeny. Poslední sondou, jejímž hlavním úkolem byl výzkum Měsíce, byla na dlouhou dobu Luna 24 v roce 1976.
| Start Rok | Start Den, měsíc, UT | Název sondy | Obrázek | Stát | Cíl mise | Úspěšnost | Nosná raketa | Hmotnost na dráze k Měsíci [kg] | Ukončení mise | poznámky |
| --------- | -------------------- | ----------- | ------- | ---- | -------- | --------- | ------------ | ------------------------------- | ------------- | -------- |